# George de Godzinsky

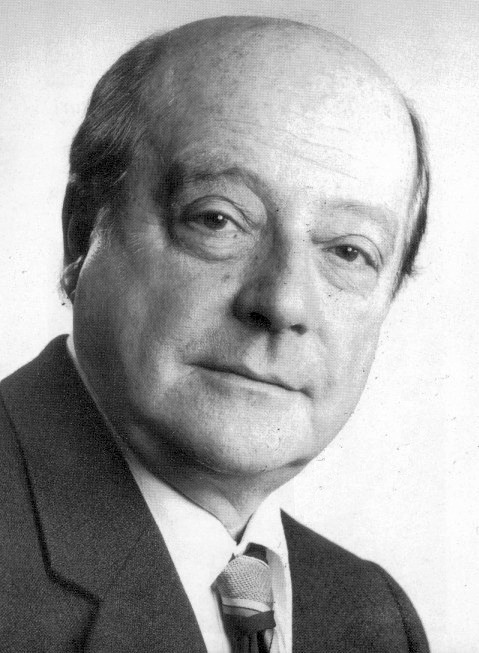
George de Godzinsky

George de Godzinsky (* 5. Juli 1914 in Sankt Petersburg; † 23. Mai 1994 in Helsinki) war ein finnischer Komponist, Dirigent und Pianist russischer Herkunft. Er komponierte Schlagermusik, Filmmusik und Operetten.

## Leben

### Frühes Leben
De Godzinsky wurde im Jahr 1914 in Sankt Petersburg geboren, das damals zum Russischen Reich gehörte. Sein Vater Franciszek de Godzinsky war Beamter in dieser Stadt und seine Mutter Maria Othmar-Neuscheller war Pianistin. Väterlicherseits hatte er polnische, tschechische, georgische und rumänische Vorfahren und mütterlicherseits schweizerische und niederländische Vorfahren.
Während der Russischen Revolution im Jahr 1917 floh de Godzinskys Familie von Sankt Petersburg nach Finnland und ließ sich in zweisprachigen Stadt Helsinki nieder. Er war damals drei Jahre alt. Die Familiensprachen waren Polnisch und Französisch, und in Finnland assimilierte sich die Familie in der zweiten offiziellen Landessprache Schwedisch.
Später, im Alter von 16 Jahren, war de Godzinsky als Pianist in einer Band tätig, die von ausländischen Amateurmusikern gegründet wurde. Obwohl die Familie in ein finnlandschwedisches Milieu eingewandert war, wuchs de Godzinsky aufgrund seiner finnischsprachigen Musik immer mehr in das finnischsprachige Finnland hinein.

### Karriere
De Godzinsky studierte von 1930 bis 1937 am Konservatorium von Helsinki, wo er von Selim Palmgren, Erkki Melartin und Erik Furuhjelm unterrichtet wurde. Gleichzeitig arbeitete er als Konzertmusiker und als Korrepetitor für die Finnische Nationaloper. In den Jahren 1935–1936 begleitete de Godzinsky als erster Pianist den legendären Opernsänger Fjodor Schaljapin auf einer Fernost-Tournee und gab 57 Konzerte in der Mandschurei, China und Japan. Im Jahr 1938 begann de Godzinsky eine Karriere, die ihn zum Chefdirigenten einer Reihe bedeutender skandinavischer Theater wie dem Schwedischen Theater in Helsinki, dem Königlichen Dramatischen Theater in Stockholm und dem Göteborger Stadttheater machte. Von 1953 bis 1980 war er Leiter des Rundfunkorchesters des öffentlich-rechtlichen Senders YLE (Radion viihdeoresteri)
Seine Amtszeit als Gastdirigent der Finnischen Nationaloper und des Finnischen Nationalballetts gipfelte in Balletttourneen zwischen 1959 und 1965 nach Bergen, Warschau, Paris und in die Vereinigten Staaten. Gleichzeitig fungierte er von 1961 bis 1965 als Dirigent Finnlands beim Eurovision Song Contest und dirigierte die ersten fünf repräsentativen Lieder des Landes. Seine letzte große Produktion war Porgy and Bess an der Lahti Opera im Jahr 1977.
Als Filmmusikkomponist arbeitete Godzinsky mit Regisseuren wie Valentin Vaala, Ilmari Unho und Nyrki Tapiovaara zusammen.
Für seine künstlerische Laufbahn wurde de Godzinsky 1975 mit der Pro Finlandia-Medaille ausgezeichnet. 1981 erhielt er den Staatspreis für Musiker und 1985 als erster und bislang einziger finnischer Vertreter der Popmusik den Professorentitel. Darüber hinaus verlieh ihm die Wiener Landesregierung 1990 eine Silbermedaille für sein kulturelles Wirken in Finnland zum Wohle Österreichs.